# Solanum gilo

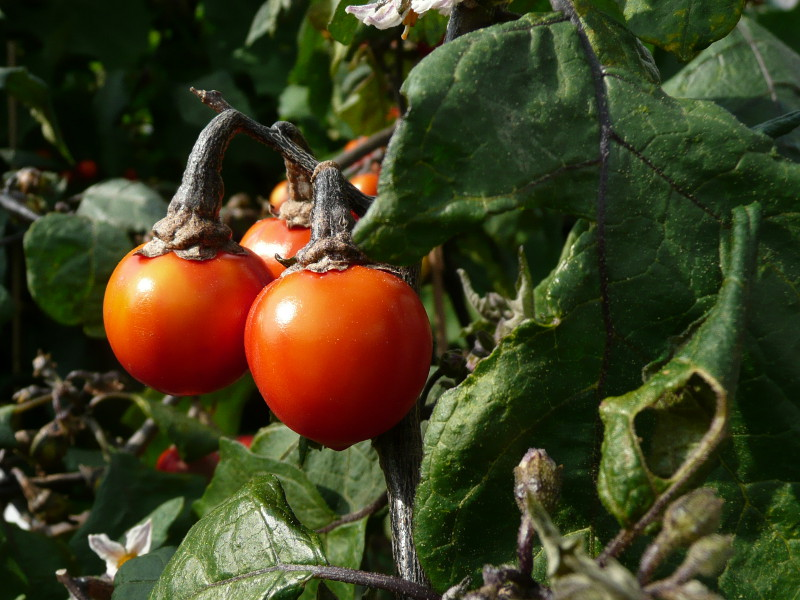
S. gilo var 'Black Stream' es una variedad con tallos negros y fruto rojo o anaranjado

Solanum gilo se consideró durante mucho tiempo una especie distinta (Lester et al., 1986), sin embargo es un cultivar de Solanum aethiopicum. Está emparentada con el tomate y la berenjena. Su fruto se conoce comúnmente como giló o jiló y berenjena escarlata. Es originaria de África Occidental, donde aún se cultiva. Fue introducida en Brasil, donde se cultiva ampliamente, durante la época de la esclavitud.

## Descripción
Planta herbácea de porte arbustivo, llamada comúnmente "jiloeiro", alcanza 1 metro de altura. Ramas cilíndricas y alargadas, hojas de forma oblonga, recubiertas de pubescencia, principalmente en el envés. Sus flores son blancas, en grupos de dos o tres, en pequeños racimos con pedúnculo corto. El fruto puede tener forma ovalada, aplastada o casi esférica; de entre 2 a 12 cm; diversos colores, verde. Tiene una coloración verde claro u oscuro, rojo, amarillo, naranja o morado, dependiendo de la variedad y un peso de entre 14 a 17 gramos de media.

## Taxonomía
Solanum gilo fue descrita por Giuseppe Raddi y publicada en Atti della Societa dei Naturalisti e Matematici di Modena 18: 31. 1820.
Etimología
gilo: epíteto que deriva de "Jiló" o "Giló" que proviene del término quimbundu njiló

## Valores Nutricionales
El jiló contiene hidratos de carbono (o carbohidratos) [3 a 6 %], proteínas [1,4 %] y minerales como Hierro, Calcio, Fósforo y vitaminas B5 y C. 
La vitamina C se pierde en la cocción, por tanto no entra a formar parte de los nutrientes reales que aporta. 

## Usos
Se puede recoger verde o maduro y se cocina como una verdura. También se consume crudo como aperitivo y ensalada, cortado en finas rodajas y aliñado con sal, vinagre o limón.

Generalmente se confunde con una legumbre, su sabor amargo hace que sea uno de los alimentos a los que es necesario acostumbrarse.